# Prefettura di Wawa
La prefettura di Wawa è una prefettura del Togo situato nella regione degli Altopiani con 100.974 abitanti al censimento 2010. Il capoluogo è la città di Badou.